# Jenne
Jenne település Olaszországban, Lazio régióban, Róma megyében. Lakosainak száma 325 fő (2023. január 1.). Jenne Subiaco, Trevi nel Lazio, Vallepietra és Arcinazzo Romano községekkel határos.

## Népesség
A település lakossága az elmúlt években az alábbi módon változott:
| Lakosok száma | 364  | 347  | 325  |
|               | 2017 | 2018 | 2023 |